# Plusidia eugenia
Plusidia eugenia är en fjärilsart som beskrevs av Eduard Friedrich Eversmann 1841. Plusidia eugenia ingår i släktet Plusidia och familjen nattflyn. Inga underarter finns listade i Catalogue of Life.